# Kamathi, Alur
Kamathi là một làng thuộc tehsil Alur, huyện Hassan, bang Karnataka, Ấn Độ.